# تتا سگ بزرگ
تتا سگ بزرگ یک ستاره است که در صورت فلکی سگ بزرگ قرار دارد.